# Charles Dunoyer
Barthélemy-Charles-Pierre-Joseph Dunoyer de Segonzac (ur. 20 maja 1786 – zm. 4 grudnia 1862) znany jako Charles Dunoyer – był francuskim ekonomistą, przedstawicielem francuskiej szkoły liberalnej.
Dunoyer przedstawił jedną z pierwszych teorii cyklu koniunkturalnego, opierając się na teorii cyklicznych kryzysów Jeana de Sismondiego, w której przedstawił koncept gospodarki okresowo przechodzącej z jednej fazy do drugiej na przemian.

## Życiorys
Dunoyer urodził się w Carennac, Quercy (obecnie Lot). W 1814 wspólnie z Charles Comte założył dziennik Le Censeur, jako platformę do promowania idei liberalnych. Dunoyer opublikował także wiele książek dotyczących ekonomii politycznej, wśród nich m.in. De la Liberté du travail (O wolności pracy, 1845).
Dunoyer był jednym z pierwszych członków Société d'économie politique, stowarzyszenia ekonomistów politycznych założonego w 1842 przez Pellegrino Rossi. Był członkiem Académie des Sciences morales et politiques w Institut de France. Był także członkiem Conseil d'État II Republiki. 
Przez ponad 25 lat łączyła go przyjaźń z Charlesem Comte. O przyjaźni tej pisze Leonard Liggio w "Charles Dunoyer and French Classical Liberalism".
Dunoyer zmarł 4 grudnia 1862 w Paryżu.